# بلومن‌بورت
بلومن‌بورت (به هلندی: Bloemenbuurt) یک محله در هلند است که در دوتینخم واقع شده‌است.